# Abu Bakar Kamara
Abu Bakar Kamara (* 29. Juli 1929) ist ein ehemaliger sierra-leonischer Politiker des All People’s Congress (APC). Er war unter Siaka Stevens von 1977 bis 1978 Finanzminister und unter Joseph Saidu Momoh von 1985 bis 1987 2. Vizepräsident und anschließend bis 1991 1. Vizepräsident seines Heimatlandes. 